# Richard von Kalckreuth
Richard Edmund Graf von Kalckreuth (* 4. Februar 1808 in Schmiegel; † 9. November 1879 in Puschkeiten) war ein preußischer Generalleutnant.

## Leben

### Herkunft
Richard war der Sohn des preußischen Generalmajors Ludwig von Kalckreuth (1771–1847) und dessen Ehefrau Johanna Charlotte Hedwig, geborene von Unruh (1772–1855).

### Militärkarriere
Kalckreuth besuchte das Kadettenhaus in Berlin und wurde am 21. April 1825 als Sekondeleutnant dem 2. Garde-Landwehr-Kavallerie-Regiment der Preußischen Armee überweisen. Ab November 1840 war er als Adjutant der 2. Garde-Kavallerie-Brigade kommandiert und wurde am 22. Februar 1841 unter Belassung in dieser Stellung mit seiner Beförderung zum Premierleutnant dem Regiment aggregiert. Kalckreuth schied am 20. Juni 1842 aus und trat zu den beurlaubten Offizieren des I. Bataillons im 2. Garde-Landwehr-Regiment über. Er ging in den Hofdienst und wurde Kammerherr der Prinzessin Marie, Ehefrau des Prinzen Carl von Preußen.
Am 13. August 1845 trat Kalckreuth wieder in den aktiven Dienst zurück. Er war zunächst in Vertretung Eskadronführer beim I. Bataillon im 20. Landwehr-Regiment und avancierte am 19. Mai 1846 zum Rittmeister. Unter Belassung in seinem Verhältnis wurde er am 27. Juli 1847 dem 3. Ulanen-Regiment und dann am 29. Juli 1852 dem 6. Ulanen-Regiment aggregiert. Mit der Ernennung zum Eskadronchef wurde Kalckreuth Mitte Januar 1853 in dieses Regiment einrangiert. Er stieg im Juni 1853 zum Major auf und war vom 15. September 1855 bis zum 13. Mai 1857 als etatsmäßiger Stabsoffizier im 8. Ulanen-Regiment tätig. Anschließend zum Kommandeur des 1. Dragoner-Regiments ernannt, wurde er im Mai 1858 zum Oberstleutnant sowie im Juli 1860 zum Oberst befördert. Unter Stellung à la suite seines Regiments folgte am 16. September 1862 die Ernennung zum Kommandeur der 12. Kavallerie-Brigade in Neiße. Als Generalmajor führte Kalckreuth seine Brigade 1866 während des Krieges gegen Österreich in der Schlacht bei Königgrätz und erhielt für sein Verhalten nach dem Friedensschluss den Kronenorden II. Klasse mit Schwertern. In Genehmigung seines Abschiedsgesuches wurde er am 13. Dezember 1866 unter Verleihung des Charakters als Generalleutnant mit der gesetzlichen Pension zur Disposition gestellt.
Nach seiner Verabschiedung lebte Kalckreuth mit Genehmigung von König Wilhelm I. bis zu seinem Tod auf dem Schloss Schönfeld. Er war Rechtsritter des Johanniterordens.

### Familie
Kalckreuth hatte sich am 8. November 1845 in Berlin mit Valeska von Freysleben (1825–1893) verheiratet. Sie war eine Tochter des preußischen Generalmajors Friedrich von Freysleben. Aus der Ehe gingen folgende Kinder hervor:
- Richard (* 1847)
- Albin (* 1849), Major a. D., ⚭ 1873 Marie Schlöffel (* 1853)
- Valeska (* 1852), Stiftsdame des Klosters Bassum